# Pachytroctidae
Pachytroctidae (лат.) — семейство сеноедов из подотряда Troctomorpha. Насчитывает 15 родов и около 90 видов.

## Описание
Мелкие сеноеды, длина тела обычно менее 2 мм. Самки большинства видов бывают двух форм, бескрылые и крылатые, в то время как самцы бескрылые. Тело не вдавленное, задние ноги обычно заходят за вершину брюшка. Усики состоят из 15 члеников. Лобные швы отсутствуют или нечёткие. Лациния с несколькими апикальными зубцами. Глазки разнесены. Сложные глаза относительно крупные даже у бескрылых форм. Первые 4 или 5 жгутиковых члеников вторично не кольчатые. Грудой стернум узкий. Нет подразделения переднеспинки. Мезо- и метаноты обособляются у крылатых и бескрылых форм. Задние бёдра не расширены. Крылья удлинённые, закругленные на вершине. Жилки отчетливые. Птеростигма не утолщена. Переднее крыло с 2-ветвистой жилкой М. Брюшные тергиты перепончатые или только базальные и вершинные тергиты склеротизованы. Субгенитальная пластинка иногда без Т-образного склерита. Гонапофизы самки полные; дорсальная створка несколько расширена, наружная створка крупная, не разделена на лопасти, несколько прямоугольная, без щетинок. Фаллосома спереди закрыта; парамеры на вершине загнуты внутрь, фланкируя сложные эдеагальные структуры.

## Классификация
- Antilopsocus Gurney, 1965
- †Atapinella Azar, Huang, Cai & Nel, 2015[4]
- †Burmipachytrocta Azar, Huang, Cai & Nel, 2015
- Leptotroctes Badonnel, 1973
- †Libaneuphoris Azar, Huang, Cai & Nel, 2015[5]
- †Libanopsyllipsocus Azar & Nel, 2011[6]
- Nanopsocus Pearman, 1928
- Nymphotroctes Badonnel, 1931
- Pachytroctes Enderlein, 1905
- Peritroctes Ribaga, 1911
- Psacadium Enderlein, 1908
- Psylloneura Enderlein, 1903
- Psyllotroctes Roesler, 1940
- Tapinella Enderlein, 1908
- Thoracotroctes Lienhard, 2005